# KSV Audenarde
Maillots
Actualités
Dernière mise à jour : 11 juillet 2024.
Le Koninklijke Sportvereniging Oudenaarde est un club de football belge localisé à Audenarde dans la  province de Flandre-Orientale. Le club, porteur du matricule 81, est issu de la fusion de deux anciens clubs de la ville au sortir de la Première Guerre mondiale, le FC Audenardais et le SK Aldenardia. Les joueurs portent les couleurs noir et jaune. Le club évolue en 2018-2019 en Division 1 Amateur, pour ce qui sa 63e saison en séries nationales.

## Histoire

### Fondation du club
Entre 1908 et 1910, un premier club est fondé dans la ville d'Audenarde, le Football Club Audenardais. Celui-ci s'affilie le 10 janvier 1911 à l'Union Belge, et est versé dans les séries régionales flandriennes. Trois mois plus tard, le 9 avril, un autre club est créé dans la ville, le Sportkring Aldenardia, qui rejoint l'Union Belge le 23 février 1912. Après la fin de la Première Guerre mondiale, les deux clubs décident de fusionner. C'est chose faite le 12 juin 1919, la nouvelle entité étant baptisée Sportvereeniging Audenaerde.

### Débuts en nationales dans l'entre deux guerres
Le club rejoint pour la première fois la Promotion, alors deuxième niveau national, pour la saison 1924-1925. Bon dernier dans sa série, le club est directement relégué vers les séries régionales. En décembre 1926, le club reçoit le matricule 81. Le club revient en Promotion en 1928, qui est devenu entretemps le troisième niveau national. Il y joue sept saisons consécutives, terminant entre la cinquième et la neuvième place jusqu'en 1935, quand le club finit dernier et est à nouveau relégué hors des divisions nationales.

### Retour en nationales après le second conflit mondial
Le club d'Audenarde doit attendre la fin de la Seconde Guerre mondiale pour revenir en Promotion, dès la saison 1946-1947. Toujours classé dans la première moitié du classement, il termine notamment vice-champion en 1950, quatre points derrière Izegem. Deux ans plus tard, la Fédération décide d'une grande réforme de ses séries nationales, avec la réduction de moitié du nombre d'équipes présentes aux deuxième et troisième niveaux nationaux, et la création d'un quatrième niveau qui hérite du nom de Promotion. Le club est entre-temps reconnu « Société Royale » le 23 mai 1951, et adapte son appellation officielle en Koninklijke Sportvereniging Oudenaarde. Audenarde termine sixième dans sa série en 1952, mais comme seuls les cinq premiers restent au troisième niveau, Audenarde effectue la culbute à l'échelon inférieur. Pour ses premières saisons au quatrième niveau national, le club termine à chaque fois en milieu de classement. Mais en 1957, il finit la saison avec la lanterne rouge et est renvoyé vers les séries provinciales après onze saisons consécutives de présence dans les divisions nationales.

### Une ère de succès
Le KSV Audenarde remporte le titre provincial en 1965 et remonte ainsi en Promotion. Il termine vice-champion dès la première saison, et remporte le titre en 1967, ce qui lui permet de retrouver la Division 3. Ce retour en troisième division est de courte durée, le club terminant dernier et relégué après une seule saison vers la Promotion. Deux ans plus tard, il décroche un nouveau titre de champion de Promotion, et remonte en Division 3 en 1970.
Cette fois, le club s'adapte plus rapidement à la troisième division, et termine quatrième ou cinquième lors des trois premières saison qu'il dispute à ce niveau. Il rentre ensuite dans le rang, et termine les quatre saisons suivantes entre la septième et la douzième place. À la fin des années 1970, le club retrouve les premières places : troisième en 1978, puis deuxième en 1979, il est sacré champion en 1980 et remonte en Division 2, 55 ans après l'unique saison qu'il avait disputée à ce niveau. S'il parvient à se maintenir assez facilement durant deux saisons, terminées toutes deux à la septième place, le club est relégué en Division 3 au terme de la saison 1982-1983.

### Chute dans la hiérarchie du football belge
Le club ambitionne de remonter rapidement en deuxième division, mais ne peut faire mieux qu'une sixième place la saison suivant sa relégation. Les résultats deviennent de moins en moins bons au fil des ans, et s'il évite de justesse la relégation en Promotion en 1987, il termine largement dernier la saison suivante et est renvoyé au quatrième niveau national. Les choses ne s'améliorent cependant pas pour le club, qui subit une seconde relégation consécutive et doit retourner en première provinciale, 25 ans après l'avoir quittée.
Audenarde ne peut remonter directement, et s'enlise dans le « ventre-mou » du classement en première provinciale. Il est même relégué en deuxième provinciale en 1997, mais parvient à remonter après une seule saison. Le club poursuit sur sa lancée, et remporte la saison suivante le tour final provincial, ce qui lui permet de revenir en Promotion en 1999, dix ans après en avoir été relégué.

### Retour vers la Division 2
Le club se maintient aisément les saisons suivantes, terminant en milieu de classement durant cinq saisons. En 2005, il termine troisième, et remporte finalement sa série l'année suivante, ce qui lui ouvre les portes de la Division 3, 18 ans après la dernière saison qu'il avait disputée à ce niveau. Le club joue d'abord pour ne pas redescendre durant deux saisons, terminant dixième puis douzième. En 2008, Stefan Leleu est nommé entraîneur du club, qui affiche clairement l'ambition de jouer les premiers rôles en troisième division durant les prochaines années. Désormais, le KSV Audenarde compte parmi les bonnes équipes de D3, se classant chaque année dans le subtop de leur série. En 2012, le club finit troisième en série A, et se qualifie pour la première fois pour le tour final pour la montée en Division 2. Après une victoire en finale face à La Louvière Centre, le club retrouve la deuxième division pour la première fois depuis presque trois décennies. Malheureusement, ce retour ne dure qu'une saison pour Audenarde. Malgré un début de championnat plutôt correct, l'équipe s'effondre complètement lors du second tour de la compétition et termine finalement à la dernière position, synonyme de relégation. L'après-saison est troublé par une série de recours et de plaintes de plusieurs clubs de Division 2 ayant une influence directe sur le classement. Dans un premier temps, le club récupère trois points « sur tapis vert » à la suite d'une défaite par forfait infligée au White Star Woluwe, ce dernier ayant aligné un joueur non-qualifié, Arthur Bacquet. Grâce à cette victoire, le club dépasse le SK Sint-Niklaas et le KSK Heist et se retrouve en seizième position. Normalement barragiste, la relégation administrative du Beerschot de Division 1 en D3 lui permet de se maintenir en Division 2. Cependant, le club de Heist a été en appel de cette décision et obtenu que les points de la rencontre ne soient pas attribués, en conséquence de quoi les deux clubs échangent leurs places et Audenarde se retrouve donc 17e et barragiste. Le club conteste cette décision en appel et refuse de jouer le tour final de Division 3. Il demande ensuite l'arbitrage de la CBAS mais est débouté. Sanctionné d'un double forfait face au FC Verbroedering Geel-Meerhout, le club est relégué en troisième division. Finalement, le club se résigne à la relégation au niveau inférieur mais assigne l'Union Belge en dommages et intérêts.

## Résultats dans les divisions nationales
Statistiques mises à jour le 9 décembre 2024 (terme de la saison 2023-2024)

### Palmarès
- 1 fois champion de Belgique de Division 3 en 1980
- 3 fois champion de Belgique de Promotion en 1967, 1970 et 2006

### Bilan
| Niv | Divisions     | Jouées | Titres | TM Up | TM Down |
| --- | ------------- | ------ | ------ | ----- | ------- |
| I   | 1re nationale | 0      | 0      |       |         |
| II  | 2e nationale  | 5      | 0      |       | 1       |
| III | 3e nationale  | 41     | 2      | 1     |         |
| IV  | 4e nationale  | 22     | 3      |       |         |
| V   | 5e nationale  | 0      | 0      |       |         |
|     |               |        |        |       |         |
|     | TOTAUX        | 68     | 5      | 1     | 1       |

- TM Up : test-match pour départager des égalités, ou toutes formes de Barrages ou de Tour final pour une montée éventuelle.
- TM Down : test-match pour départager des égalités, ou toutes formes de Barrages ou de Tour final pour le maintien.

### Classements saison par saison
| Ordre               | Saison  | Nom du club    | Niveau                 | Classement final | Remarques                            |
| ------------------- | ------- | -------------- | ---------------------- | ---------------- | ------------------------------------ |
| 1                   | 1924-25 | SV Audenaerde  | Promotion (D2) série A | 14e/14           | Relégué!                             |
| séries régionales   |         |                |                        |                  |                                      |
| 2                   | 1928-29 | SV Audenaerde  | Promotion (D3) série A | 9e/14            |                                      |
| 3                   | 1929-30 | SV Audenaerde  | Promotion (D3) série A | 6e/14            |                                      |
| 4                   | 1930-31 | SV Audenaerde  | Promotion (D3) série A | 5e/14            |                                      |
| 5                   | 1931-32 | SV Audenaerde  | Promotion (D3) série A | 8e/14            |                                      |
| 6                   | 1932-33 | SV Audenaerde  | Promotion (D3) série A | 8e/14            |                                      |
| 7                   | 1933-34 | SV Audenaerde  | Promotion (D3) série C | 6e/14            |                                      |
| 8                   | 1934-35 | SV Audenaerde  | Promotion (D3) série C | 14e/14           | Relégué!                             |
| séries régionales   |         |                |                        |                  |                                      |
| 9                   | 1946-47 | SV Audenaerde  | Promotion (D3) série D | 4e/17            |                                      |
| 10                  | 1947-48 | SV Audenaerde  | Promotion (D3) série A | 9e/16            |                                      |
| 11                  | 1948-49 | SV Audenaerde  | Promotion (D3) série A | 5e/16            |                                      |
| 12                  | 1949-50 | SV Audenaerde  | Promotion (D3) série A | 2e/16            |                                      |
| 13                  | 1950-51 | SV Audenaerde  | Promotion (D3) série D | 6e/16            |                                      |
| 14                  | 1951-52 | KSV Oudenaarde | Promotion (D3) série D | 6e/16            | Relégué en... Promotion!             |
| 15                  | 1952-53 | KSV Oudenaarde | Promotion série A      | 8e/16            |                                      |
| 16                  | 1953-54 | KSV Oudenaarde | Promotion série C      | 12e/16           |                                      |
| 17                  | 1954-55 | KSV Oudenaarde | Promotion série A      | 9e/16            |                                      |
| 18                  | 1955-56 | KSV Oudenaarde | Promotion série D      | 7e/16            |                                      |
| 19                  | 1956-57 | KSV Oudenaarde | Promotion série D      | 16e/16           | Relégué!                             |
| séries provinciales |         |                |                        |                  |                                      |
| 20                  | 1965-66 | KSV Oudenaarde | Promotion série D      | 2e/16            |                                      |
| 21                  | 1966-67 | KSV Oudenaarde | Promotion série B      | 1er/16           | Champion et promu!                   |
| 22                  | 1967-68 | KSV Oudenaarde | Division 3 série B     | 16e/16           | Relégué!                             |
| 23                  | 1968-69 | KSV Oudenaarde | Promotion série A      | 3e/16            |                                      |
| 24                  | 1969-70 | KSV Oudenaarde | Promotion série C      | 1er/16           | Champion et promu!                   |
| 25                  | 1970-71 | KSV Oudenaarde | Division 3 série B     | 4e/16            |                                      |
| 26                  | 1971-72 | KSV Oudenaarde | Division 3 série A     | 5e/16            |                                      |
| 27                  | 1972-73 | KSV Oudenaarde | Division 3 série B     | 4e/16            |                                      |
| 28                  | 1973-74 | KSV Oudenaarde | Division 3 série B     | 7e/16            |                                      |
| 29                  | 1974-75 | KSV Oudenaarde | Division 3 série A     | 12e/16           |                                      |
| 30                  | 1975-76 | KSV Oudenaarde | Division 3 série A     | 11e/16           |                                      |
| 31                  | 1976-77 | KSV Oudenaarde | Division 3 série A     | 9e/16            |                                      |
| 32                  | 1977-78 | KSV Oudenaarde | Division 3 série B     | 3e/16            |                                      |
| 33                  | 1978-79 | KSV Oudenaarde | Division 3 série A     | 2e/16            |                                      |
| 34                  | 1979-80 | KSV Oudenaarde | Division 3 série A     | 1er/16           | Champion et promu!                   |
| 35                  | 1980-81 | KSV Oudenaarde | Division 2             | 7e/16            |                                      |
| 36                  | 1981-82 | KSV Oudenaarde | Division 2             | 7e/16            |                                      |
| 37                  | 1982-83 | KSV Oudenaarde | Division 2             | 15e/16           | Relégué!                             |
| 38                  | 1983-84 | KSV Oudenaarde | Division 3 série A     | 6e/16            |                                      |
| 39                  | 1984-85 | KSV Oudenaarde | Division 3 série A     | 9e/16            |                                      |
| 40                  | 1985-86 | KSV Oudenaarde | Division 3 série A     | 7e/16            |                                      |
| 41                  | 1986-87 | KSV Oudenaarde | Division 3 série A     | 14e/16           |                                      |
| 42                  | 1987-88 | KSV Oudenaarde | Division 3 série A     | 16e/16           | Relégué!                             |
| 43                  | 1988-89 | KSV Oudenaarde | Promotion série A      | 14e/16           | Relégué!                             |
| séries provinciales |         |                |                        |                  |                                      |
| 44                  | 1999-00 | KSV Oudenaarde | Promotion série A      | 10e/16           |                                      |
| 45                  | 2000-01 | KSV Oudenaarde | Promotion série A      | 10e/16           |                                      |
| 46                  | 2001-02 | KSV Oudenaarde | Promotion série A      | 5e/16            |                                      |
| 47                  | 2002-03 | KSV Oudenaarde | Promotion série A      | 12e/16           |                                      |
| 48                  | 2003-04 | KSV Oudenaarde | Promotion série A      | 6e/16            |                                      |
| 49                  | 2004-05 | KSV Oudenaarde | Promotion série A      | 3e/16            |                                      |
| 50                  | 2005-06 | KSV Oudenaarde | Promotion série A      | 1er/16           | Champion et promu!                   |
| 51                  | 2006-07 | KSV Oudenaarde | Division 3 série A     | 10e/16           |                                      |
| 52                  | 2007-08 | KSV Oudenaarde | Division 3 série A     | 12e/16           |                                      |
| 53                  | 2008-09 | KSV Oudenaarde | Division 3 série A     | 5e/16            |                                      |
| 54                  | 2009-10 | KSV Oudenaarde | Division 3 série A     | 11e/18           |                                      |
| 55                  | 2010-11 | KSV Oudenaarde | Division 3 série A     | 6e/18            |                                      |
| 56                  | 2011-12 | KSV Oudenaarde | Division 3 série A     | 3e/18            | Promu via le tour final              |
| 57                  | 2012-13 | KSV Oudenaarde | Division 2             | 17e/18           | Relégué                              |
| 58                  | 2013-14 | KSV Oudenaarde | Division 3 série A     | 2e/18            | [ saisons 4 ]                        |
| 59                  | 2014-15 | KSV Oudenaarde | Division 3 série A     | 6e/18            |                                      |
| 60                  | 2015-16 | KSV Oudenaarde | Division 3 série A     | 3e/18            | Promu!                               |
| 61                  | 2016-17 | KSV Oudenaarde | Division 1 Amateur     | 9e/16            |                                      |
| 62                  | 2017-18 | KSV Oudenaarde | Division 1 Amateur     | 8e/16            |                                      |
| 63                  | 2018-19 | KSV Oudenaarde | Division 1 Amateur     | 13e/16           | Relégué après le tour final !        |
| 64                  | 2019-20 | KSV Oudenaarde | Division 2 Amateur     | 4e/16            |                                      |
| 65                  | 2020-21 | KSV Oudenaarde | Nationale 2 VV série A | N/A              | saison annulée en raison du Covid-19 |
| 66                  | 2021-22 | KSV Oudenaarde | Nationale 2 VV série A | 9e/16            |                                      |
| 67                  | 2022-23 | KSV Oudenaarde | Nationale 2 VV série A | 10e/18           |                                      |
| 68                  | 2023-24 | KSV Oudenaarde | Nationale 2 VV série A | 7e/18            |                                      |
| 69                  | 2024-25 | KSV Oudenaarde | Nationale 2 VV série A | ... /16          |                                      |

## Joueurs

### Anciens joueurs célèbres
- Frédéric Dupré, ancien joueur du Standard de Liège et de Zulte-Waregem, il joue une saison à Audenarde au début de sa carrière, en 1998.
- Stefan Leleu, vainqueur de la Coupe de Belgique 2006 avec Zulte-Waregem, il termine sa carrière en 2008 à Audenarde, dont il devient ensuite entraîneur.
- Sandy Martens, ancien international belge (11 sélections), termine sa carrière à Audenarde où il dispute trois saisons de 2008 à 2011.
- Stijn Meert, ancien joueur de Zulte-Waregem où il remporte la Coupe de Belgique 2006, il rejoint Audenarde durant l'été 2012.
- Pieter Merlier, ancien joueur de Zulte-Waregem où il remporte la Coupe de Belgique 2006, il rejoint Audenarde durant l'été 2011 pour y finir sa carrière.
- Ludwin Van Nieuwenhuyze, ancien joueur de Zulte-Waregem où il remporte la Coupe de Belgique 2006, il rejoint Audenarde durant l'été 2011 pour y finir sa carrière.
- Paul Put, surtout connu comme entraîneur, évolue une saison à Audenarde en 1980-1981.
- Koen De Vleeschauwer, ancien joueur de Mouscron et d'Alost notamment, comptant plus de 300 matches en D1, termine sa carrière par une dernière saison au KSV Audenarde en 2008-2009.
- Alexandre Frutos, ancien joueur du FC Metz et de Brighton & Hove Albion, il joue à Audenarde à partir de 2012.
- Ode Thompson, ancien joueur entre autres d'Anderlecht et La Gantoise, joue deux saisons à Audenarde de 2009 à 2011.